# Marconi Stallions Football Club
Il Marconi Stallions Football Club è un club calcistico di Sydney.
Dal 2025, il club parteciperà alla National Second Division, la nuova seconda serie calcistica australiana.
Le partite in casa sono giocate al Marconi Stadium, situato nel Bossley Park, nella parte occidentale di Sydney. Nel corso della partecipazione alla National Soccer League i Marconi Stallions hanno vinto il campionato 4 volte eguagliando il South Melbourne ed il Sydney City. Insieme col South Melbourne è l'unica squadra ad aver sempre militato nella NSL.

## Storia
La società calcistica dei Marconi Stallions è nata nel 1956 ed è principalmente sostenuta dalla comunità italiana in Australia.
Il club fu fondato col nome di Marconi Fairfield, in onore a Guglielmo Marconi ed al sobborgo di Fairfield a Sydney, dove il club disputa le sue partite in casa.
Ha vinto il campionato australiano nel 1979, 1988, 1989 e 1993 ed è stato vincitore della Australian Cup nel 1980.

## Palmarès

### Competizioni nazionali
- NSL: 4 :1979, 1988, 1989, 1993
- Australian Cup: 1 :1980